# Карнавал (балет Фокина)
Не путать с одноимёнными балетами, поставленными в Большом театре Горским, Рябцевым и Жуковым.
Карнавал — одноактный балет-пантомима на музыку одноимённого фортепьянного цикла Р. Шумана, впервые поставленный 20 февраля 1910 года М. М. Фокиным по собственному сценарию для благотворительного концерта в Петербурге в зале А. И. Павловой. В том же году балет был приобретён Дягилевым для «Русских сезонов» и был показан 20 мая 1910 года в Берлине, 4 июня 1910 в Париже. Затем балет перенесён на сцену Мариинского театра (2 февраля 1911). Спектакль неоднократно возобновлялся на европейской сцене, в СССР и в современной России. Оркестровка музыки Шумана была выполнена множеством композиторов, сотрудничавших с петербургским балетом: А. С. Аренским, А. К. Глазуновым, А. К. Лядовым, Н. А. Римским-Корсаковым, Н. Н. Черепниным и другими. Художественное оформление спектакля выполнил Леон Бакст, сценография Бакста была значимым явлением в этом виде искусства.
Михаил Фокин считал «Карнавал» своим лучшим балетом.

## Музыка Р. Шумана
Р. Шуман написал фортепьянный цикл «Карнавал» («Carnaval»), ор. 9 в 1834—1835 годах.
В посвящении цикла польскому музыканту К. Липиньскому был подзаголовок: «Маленькие сцены, написанные на четыре ноты». Композитор, используя буквенную нотацию, зашифровал в пьесах название чешского города Аш (Asch). В этом городе жила Эрнестина фон Фрикен, к которой Р. Шуман испытывал особые чувства.
Пьесы «Карнавала» связаны с интимными переживаниями. Некоторые пьесы напрямую посвящаются близким Шуману людьми: Киарина — будущая жена Р. Шумана Клара Вик, Эстрелла — Эрнестина фон Фрикен, сам автор представляет себя в двух образах: мечтательного Эвсебия и страстного Флорестана,
Создавая цикл, автор не придерживался определённой программы и составил её уже после завершения:

1. Préambule. Вступление.

2. Pierrot. Пьеро.

3. Arlequin. Арлекин.

4. Valse noble. Благородный вальс.

5. Eusebius. Евсебий.

6. Florestan. Флорестан.

7. Coquette. Кокетка.

8. Réplique. Реплика. Sphinxes. Сфинксы.

9. Papillons. Бабочки.

10. A. S. C. H. — S. C. H. A. Танцующие буквы.

11. Chiarina. Киарина.

12. Chopin. Шопен.

13. Estrella. Эстрелла.

14. Reconnaissance. Узнавание.

15. Pantalon et Colombine. Панталон и Коломбина.

16. Valse allemande. Немецкий вальс.

17. Paganini. Паганини (Intermezzo).

18. Aveu. Признание.

19. Promenade. Прогулка.

20. Pause. Пауза.

21. Marche des «Davidsbündler» contre les Philistins. Марш членов союза Давида против филистимлян
«Davidsbund» вымышленный Р. Шуманом союз единомышленников. Композитор с 1834 года издавал «Новый музыкальный журнал» («Neue Zeitschrift fur Musik»), в котором он и его единомышленники отстаивали новые взгляды на музыку. В этом журнале Р. Шуман писал от имени «давидсбюндлеров» Эвсебия и Флорестана, а также мудрого майстера Раро, который примирял их. Паганини и Шопена, он также причислял в этому братству, в силу соответствия эстетических принципов.

## История постановок
Музыка Р. Шумана была оркестрована группой русских композиторов в 1902 году. Тогда готовился благотворительный вечер, посвященный памяти Антона Рубинштейна. Композиторы отдавали дань памяти скончавшемуся коллеге, реализовав его невоплощенный замысел. Некоторые из номеров сюиты сопровождались танцами, но сюжета и общей постановки танцевального номера, по-видимому, не было.
Постановка Фокина носила импровизационный характер. К Фокину явились издатель журнала «Сатирикон» М. Корнфельд и поэт П. Потемкин. Они просили поставить небольшой балетный номер для устраиваемого журналом бала под названием «Карнавал». Бал проводился в зале, принадлежащем А. И. Павловой. Название бала сразу привлекло Фокина, так как он уже задумывался о номере на музыку Р. Шумана с таким названием. У Фокина мгновенно созрел замысел и сценарий балета, его соавтором часто называют и художника Леона Бакста, который не ограничивался эскизами костюмов и декораций. Номер был поставлен за три репетиции, балет видимо виделся в значительной мере пантомимным, поэтому роль Пьеро в этой постановке играл начинающий режиссёр В. Э. Мейерхольд. Условия постановки в небольшом зале позволили артистам постоянно смешиваться с публикой, действие переносилось со сцены в зал. В спектакле участвовали молодые исполнители, которые были сторонниками внедряемых Фокиным новшеств: партию Коломбины исполнила Тамара Карсавина, Арлекина — Леонид Леонтьев, Киарина — Вера Фокина, Эвзебий — Фёдор Шерер, Эстрелла — Людмила Шоллар, Флорестан — Вацлав Нижинский, Бабочка — Бронислава Нижинская. Однако в этом экспромте принял участие и заслуженный сторонник старого классического балета Альфред Бекефи в роли Панталоне. Постановка шла под фортепианную версию шумановского цикла в исполнении молодого пианиста Льва Пышнова.
По своей идее балет был вполне в духе сложных стилизаций, которые реализовал Фокин в своих спектаклях. Действие разворачивалось начале XIX века в эпоху Шумана, а герои разыгрывали персонажей итальянской комедии дель арте, которая была актуальна для искусства того времени, с другой стороны работа «под маской» оказалась плодотворной для создания серьёзных драматических образов и их пластического воплощения. Импровизационный пустячок оказался на поверку серьёзным достижением, что видимо стало понятно сразу после его постановки.
С. П. Дягилев не видел спектакля, но после некоторых колебаний закупил постановку балета для Русских сезонов, и он был поставлен 20 мая 1910 года в берлинском театре «Театр дес Вестенс», а 4 июня 1910 года в парижская Опера. Артисты были в основном те же, что и в Петербурге: Коломбина — Карсавина, Арлекин — Нижинский, Бабочка — Б. Нижинская, только в роли Пьеро выступил Больм, (позднее партии Арлекина и Пьеро исполнял Фокин). Художником был Лев Бакст, но Дягилев не одобрил его идеи изобразить павильон в саду и спектакль шёл на фоне занавеса.
Императорская сцена была не столь оперативна, но 6 февраля 1911 балет Фокин поставил балет и на сцене Мариинского театра, оформление вновь принадлежало Баксту. Дирижировал Р. Е. Дриго. В партии Коломбины вновь выступала Т. Карсавина, партию Арлекина исполнил сам Фокин, в партии Пьеро выступил А. Р. Больм.
В своих мемуарах М. Фокин пишет, права на постановку балета у него, кроме Дягилева и императорских театров, закупили театры «Стокгольма, Копенгагена, Буэнос-Айреса и многих частных антреприз». Таким образом, спектакль, видимо, ставился на многих мировых сценах. Сам Фокин поставил балет ещё раз в Нью-Йорке на сцене «Балле Тиэтр» в 1940 году.
На ленинградской сцене спектакль долгое время не возобновлялся. Только 15 декабря 1962 он был воссоздан на сцене театра им. С. М. Кирова. Возобновление хореографии Фокина выполнил балетмейстер К. М. Сергеев, спектакль оформила Т. Г. Бруни по эскизам Л. Бакста. Дирижировал Ю. В. Гамалей. В партии Коломбины — Т. Н. Легат, Арлекин — А. А. Павловский (позднее также Н. А. Зубковский), Киарина — М. Н. Алфимова, Эстрелла — Н. Б. Ястребова, Бабочка — М. А. Васильева, Панталоне — К. В. Шатилов, Эвзебий -А. Г. Нисневич, Флорестан — Г. Н. Селюцкий. Эта версия балета была экранизирована на телевидении в 1986 году.
В 2008 году балет восстановлен на сцене Мариинского театра балетмейстером С. Г. Вихаревым, исполнившим партию Арлекина в телефильме 1986 года.

## Содержание балета
Содержание балета увязано с программой цикла, составленной Р. Шуманом. Полностью сохранены все пьесы и порядок их следования. Герои балета чередуясь, появляются и исчезают со сцены, разыграв под каждую пьесу конкретную мизансцену.

1. Préambule — Вступление: Мелькают фигуры людей, спешащих на маскарад, в саду за столом спит Пьеро.

2. Pierrot — Пьеро: Пьеро печален, он одинок и заброшен, когда все вокруг веселятся.

3. Arlequin — Арлекин: Появляется Арлекин, вид Пьеро смешит Арлекина, он дергает его за длинные рукава балахона и отбрасывает Пьеро прочь из карнавала.

4. Valse noble — Благородный вальс: Кружась в вальсе, дамы и кавалеры в масках появляются и исчезают.

5. Eusebius — Эвсебий: Появляется Эвсебий, он ищет уединения и его раздражает суета карнавала. Он не встретил подруги, которая хотела бы с ним веселиться. Внезапно он встречает прекрасную незнакомку, это — Кьярина. Она кружится по сцене и увлекает Эвсебия за собой.

6. Florestan — Флорестан: Пылкий Флорестан ищет свою подругу Эстреллу. Вот она. Эстрелла изображает смущение. Флорестан стремится к ней, желая объясниться в любви. Эстрелла притворно отворачивается, но Флорестан, проявляя настойчивость, добивается того, что она начинает с ним танец.

7. Coquette — Кокетка: Киарина кокетничает с Эвсебием, он хочет поцеловать её руку, но она целует цветок и бросает его Эвсебию, убегая.

8. Réplique — Реплика: Пьеро так одиноко среди этих любовных сцен.

9. Papillons — Бабочка: Появляется бабочка. Пьеро пытается её поймать, но бабочка улетает.

10. A. S. С. H. — S. С. H. A. Lettres dansantes — Танцующие буквы: Пьеро кажется, что он накрыл Бабочку шляпой. Приподняв её, Пьеро убеждается, что там пусто. Грустя, он уходит, размахивая длинными рукавами.

11. Chiarina — Киарина: Па-де-труа Киарины с двумя подругами. Она рассказывает о своём увлечении Эвсебием, подшучивая над ним. Они разбегаются при появлении Эвсебия, а затем окружают его. Эвсебий не может узнать среди них Киарину и в досаде покидает подруг.

12. Chopin — Шопен: Мечтательная мелодия, напоминающая ноктюрны Шопена. Словно видение, по сцене скользит Юноша-поэт.

13. Estrella — Эстрелла: Эстрелла танцует под карнавальную музыку.

14. Reconnaissance (Узнавание) — Признательность: Коломбина и Арлекин, уединившись, хотят высказать свои чувства, но, кто-то приближается, и Коломбина укрывает Арлекина своей пышной юбкой.

15. Pantalon et Colombine — Панталоне и Коломбина: Коломбина в шутку назначила свидание старику Панталоне. Он приходит к назначенному в письме месту… А дамы всё нет и нет. Внезапно Арлекин и Коломбина выхватывают из его рук письмо и потешаются над ним. Увидев Коломбину, Панталоне забывает гнев, но дерзкий Арлекин не даёт ему поцеловать её руку.

16. Valse allemande — Немецкий вальс: Коломбина увлекает Панталоне в танец. Арлекин рвёт письмо на мелкие кусочки, а затем выгоняет запыхавшегося Панталоне со сцены.

17. Paganini (Intermezzo) — Паганини: Весёлый танец Арлекина и Коломбины.

18. Aveu — Признание: Признание в любви Арлекина и Коломбины. Арлекин «вырывает» из груди сердце и кладёт его к ногам Коломбины.

19. Promenade — Прогулка: Появляются пары влюблённых. Они ищут уединения, но все сталкиваются на сцене друг с другом. Влетает Бабочка, за которой бежит Пьеро. Панталоне тоже бежит за ней, и Бабочка приводит его к Арлекину и Коломбине, Арлекин объявляет о своей помолвке. Панталоне негодует, но Пьеро примиряет его с Арлекином.

20. Pause — Пауза: Все счастливые друзья берутся за руки.

21. Marsche des Davidsbündler contre les Philistins — Марш давидсбюндлеров: Общий танец переходит в Марш-парад. В карнавальном веселье Панталоне связывает рукавами Пьеро. Опускается занавес. Перед занавесом остаются Пьеро и Панталоне, запутавшиеся в рукавах. Освободившись, они тщетно пытаются проникнуть за занавес, туда где карнавал и веселье.

## Сценография
При постановке в зале Павловой декорации, очевидно, не делались. Просто декораторы «Сатирикона» оформили весь зал для бала гирляндами и подобными украшениями, что собственно и создавало атмосферу карнавала. Для «Русских сезонов» Бакст хотел сделать декорацию паркового павильона. Но С. Дягилев не одобрил эту идею. На задник сцены был повешен синий бархатный занавес, расписанный Бакстом гирляндами и цветами. Критики находили эту новинку очень удачной, минимальными средствами создавалась атмосфера праздника.
- Флорестан. Санкт-Петербургский государственный музей театрального и музыкального искусства
- Киарина. Санкт-Петербургский государственный музей театрального и музыкального искусства
- Эстрелла.Санкт-Петербургский государственный музей театрального и музыкального искусства
- Бабочка
- Большой Вальс. Санкт-Петербургский государственный музей театрального и музыкального искусства
- Арлекин. Частная Коллекция